# Elezioni presidenziali negli Stati Uniti d'America del 1836
Le elezioni presidenziali negli Stati Uniti d'America del 1836 furono la 13° tornata elettorale quadriennale, tenutasi da giovedì 3 novembre a mercoledì 7 dicembre; fu la terza vittoria consecutiva conseguita dal Partito Democratico, questa volta con il vicepresidente uscente Martin Van Buren, che ottenne 170 grandi elettori contro i 124 complessivi dati a William Henry Harrison e agli altri candidati espressione del Partito Whig (Hugh Lawson White, Daniel Webster e Willie Person Mangum). La vittoria nel voto popolare ebbe un margine di 26.000 preferenze.
L'elezione è ricordata principalmente per tre circostanze distintive:
- Il Partito Whig proponeva quattro candidati in diverse parti del paese nella speranza che ognuno fosse abbastanza popolare da sconfiggere il democratico Van Buren nelle rispettive regioni; la strategia non si dimostrò vincente, ma se tre dei quattro avessero ricevuto più voti elettorali di Van Buren, sarebbe stato compito della Camera dei Rappresentanti decidere il nuovo presidente.
- Richard Mentor Johnson divenne il primo (e fino ad oggi unico) vicepresidente deciso direttamente dal Senato; difatti benché impegnati a votare per la coppia di candidati democratici, i 23 grandi elettori della Virginia si rifiutarono di votare per Johnson, il che lo privò della maggioranza di 148 richiesta. Come conseguenza venne lasciato al Senato decidere tra i due candidati con più voti, ovvero lo stesso Johnson e Francis Granger. Il primo fu eletto al primo scrutinio con 33 favorevoli contro 16.
- Questa fu l'ultima volta fino alle elezioni presidenziali del 1988 (con la vittoria di George H. W. Bush) in cui il vicepresidente uscente fu eletto per succedere immediatamente al presidente sotto il quale aveva prestato servizio.

Questo appuntamento segnò anche un punto di svolta nella storia politica degli Stati Uniti, introducendo il "Secondo Sistema partitico". Nel corso degli anni 1830 la struttura del Partito politico stava ancora cambiando rapidamente; il Partito Democratico si era organizzato, ma i leader delle fazioni e personalità indipendenti continuavano a svolgere un ruolo importante. Alla fine della campagna elettorale del 1836 il nuovo sistema partitico era invece quasi stabilizzato, poiché quasi ogni fazione era stata assorbita dai Democratici o dai Whig.

## Nomination

### Democratici
| Candidati del Partito Democratico, 1836                   |                                                                    |
| Martin Van Buren                                          | Richard M. Johnson                                                 |
| per Presidente                                            | per Vice Presidente                                                |
|                                                           |                                                                    |
| 8º Vicepresidente degli Stati Uniti d'America (1833–1837) | Membro della Camera dei Rappresentanti per il Kentucky (1833–1837) |
|                                                           |                                                                    |

### Whig
| Candidati | Candidati                                              |
| --------- | ------------------------------------------------------ |
|           | William Henry Harrison Ex senatore per l'Ohio          |
|           | Daniel Webster Senatore per il Massachusetts           |
|           | Hugh Lawson White Senatore per il Tennessee            |
|           | Willie Person Mangum Senatore per la Carolina del Nord |

## Risultati
| Candidato              | Partito             | Voti      | % voti | Grandi Elettori |
| ---------------------- | ------------------- | --------- | ------ | --------------- |
| Martin Van Buren       | Partito Democratico | 764.176   | 50,8%  | 170             |
| William Henry Harrison | Partito Whig        | 550.816   | 36,6%  | 73              |
| Hugh Lawson White      | Partito Whig        | 146.107   | 9,7%   | 26              |
| Daniel Webster         | Partito Whig        | 41.201    | 2,7%   | 14              |
| Willie Person Mangum   | Partito Whig        | ---       |        | 11              |
| Altri                  |                     | 1.234     | 0,1%   | 0               |
| Totale                 |                     | 1.503.534 | 100,0% | 294             |

|           |           |  |       |       |
| --------- | --------- |  | ----- | ----- |
| Van Buren | Van Buren |  | 50,83 | 50,83 |
| Harrison  | Harrison  |  | 36,63 | 36,63 |
| White     | White     |  | 9,72  | 9,72  |
| Webster   | Webster   |  | 2,74  | 2,74  |
| Altri     | Altri     |  | 0,08  | 0,08  |

|           |           |  |       |       |
| --------- | --------- |  | ----- | ----- |
| Van Buren | Van Buren |  | 57,82 | 57,82 |
| Harrison  | Harrison  |  | 24,83 | 24,83 |
| White     | White     |  | 8,84  | 8,84  |
| Webster   | Webster   |  | 4,76  | 4,76  |
| Mangum    | Mangum    |  | 3,74  | 3,74  |

### Geografia dei risultati

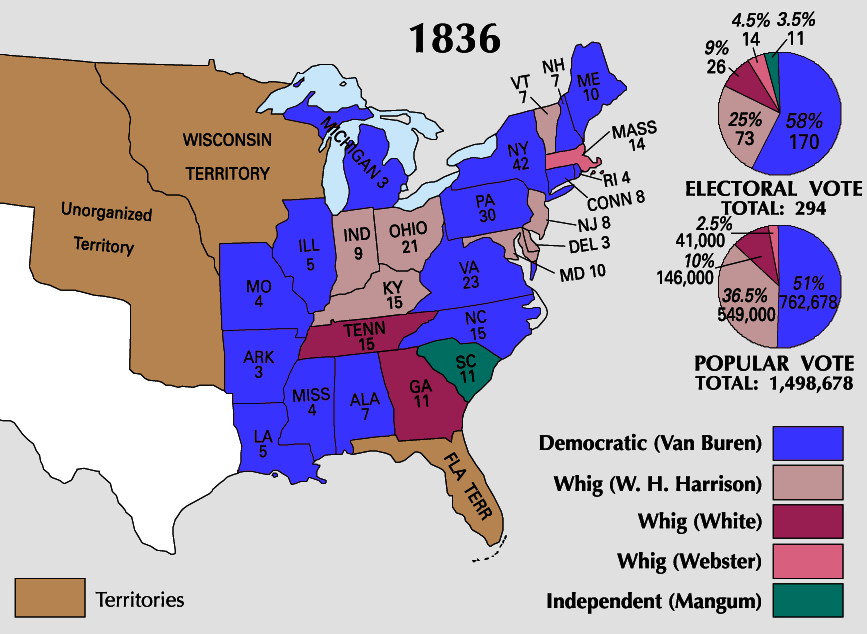
Risultati elettorali per Stato

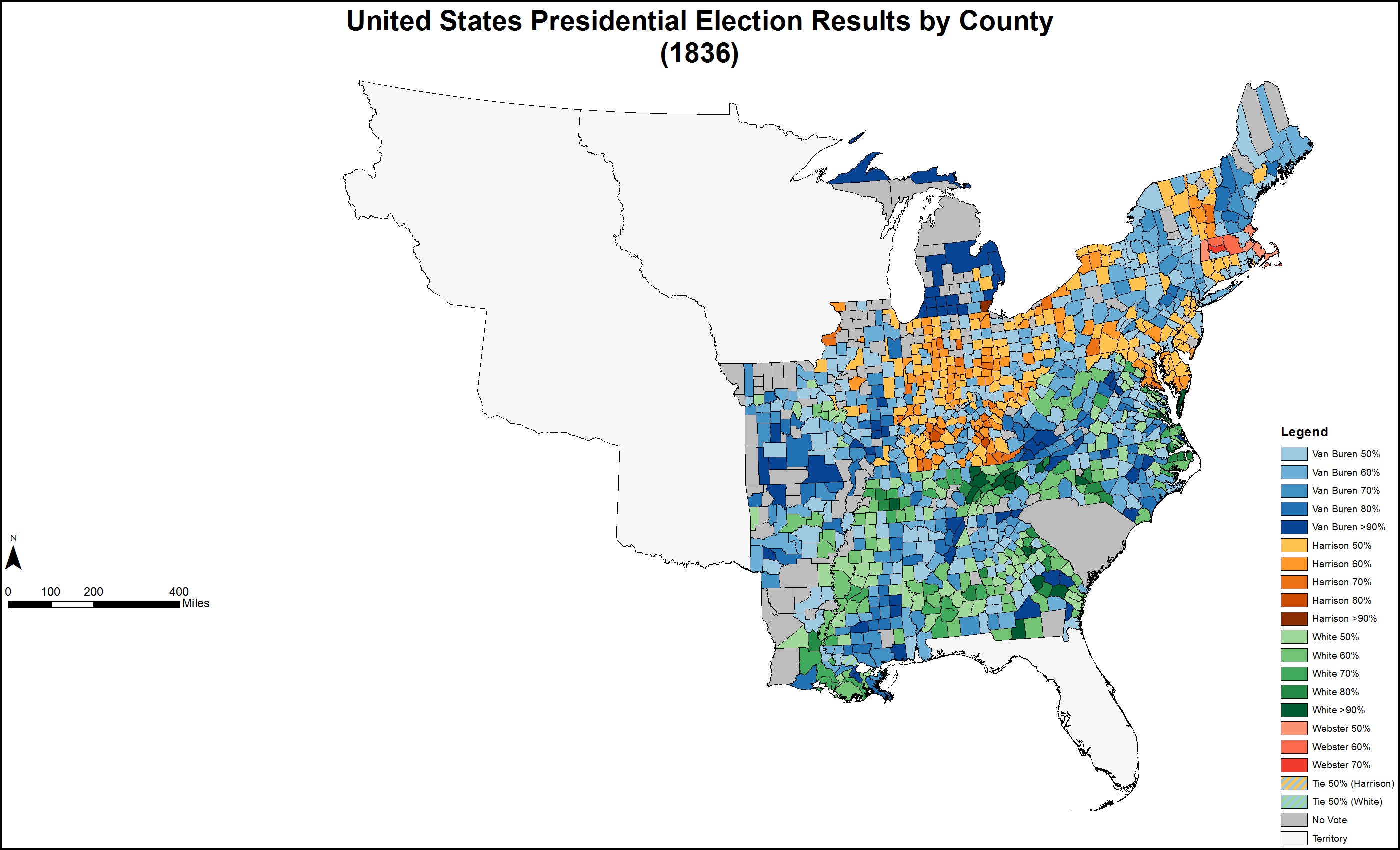
Mappa dei risultati per contea
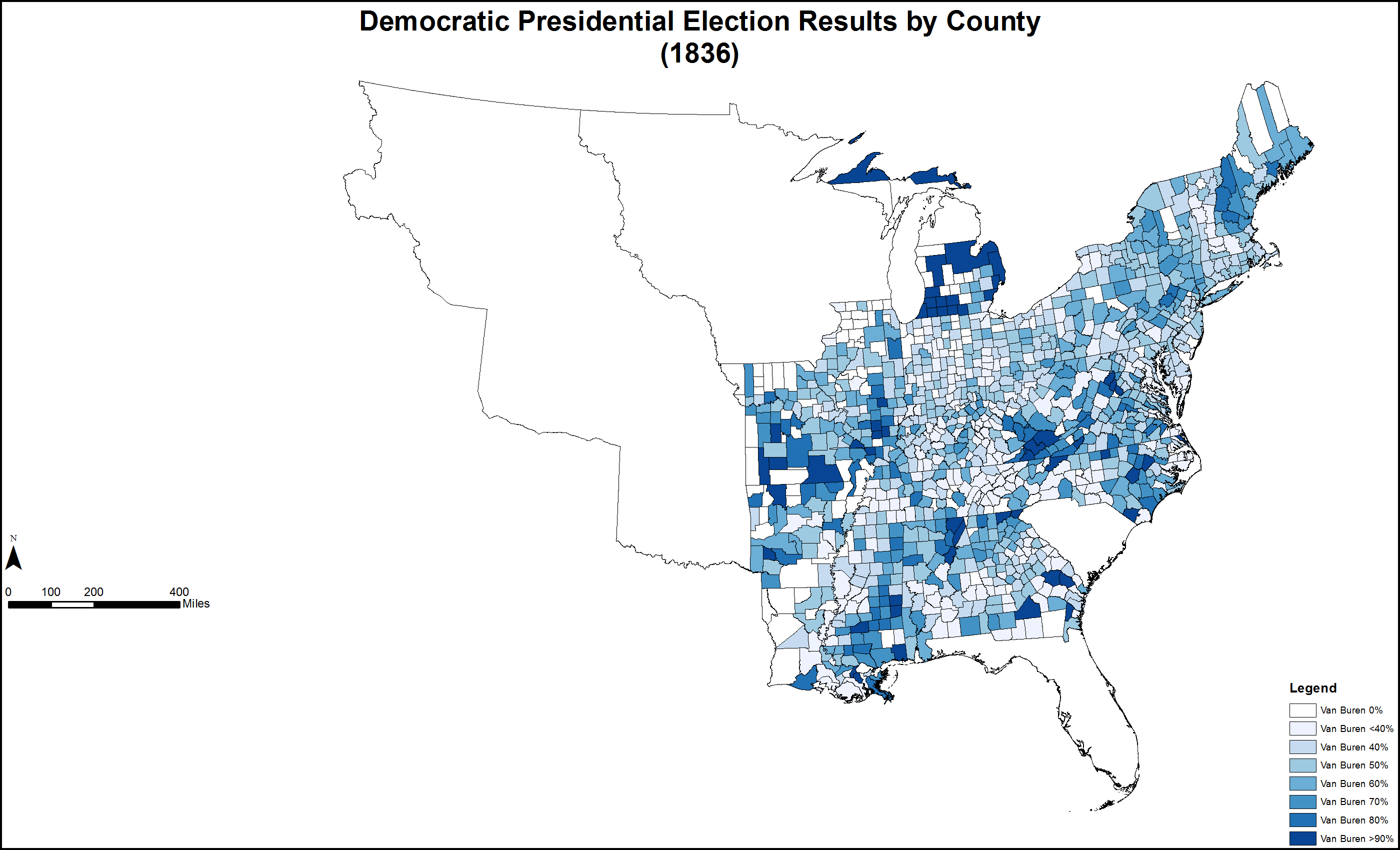
Mappa dei risultati Democratici per contea
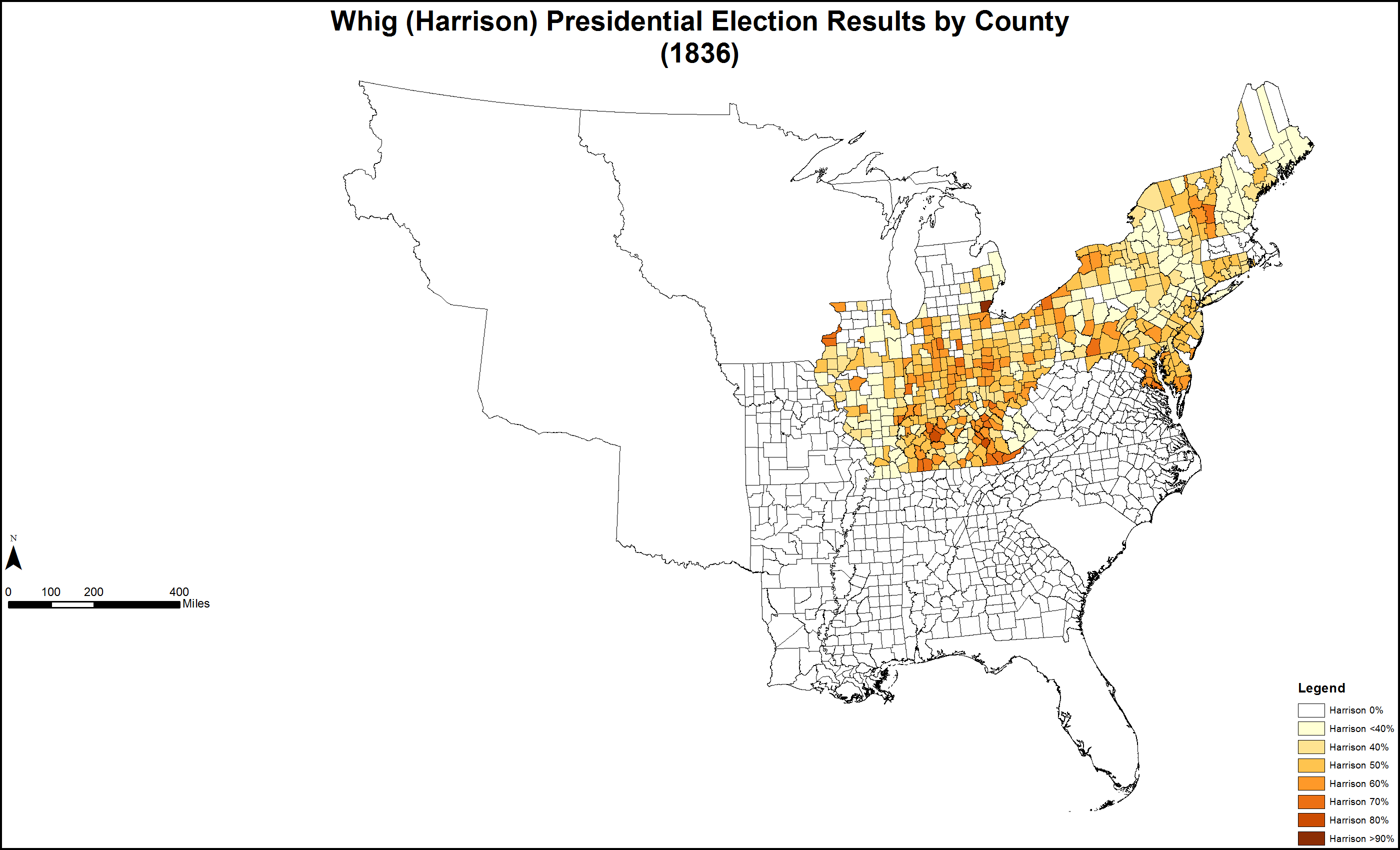
Mappa dei risultati Whig-Harrison per contea
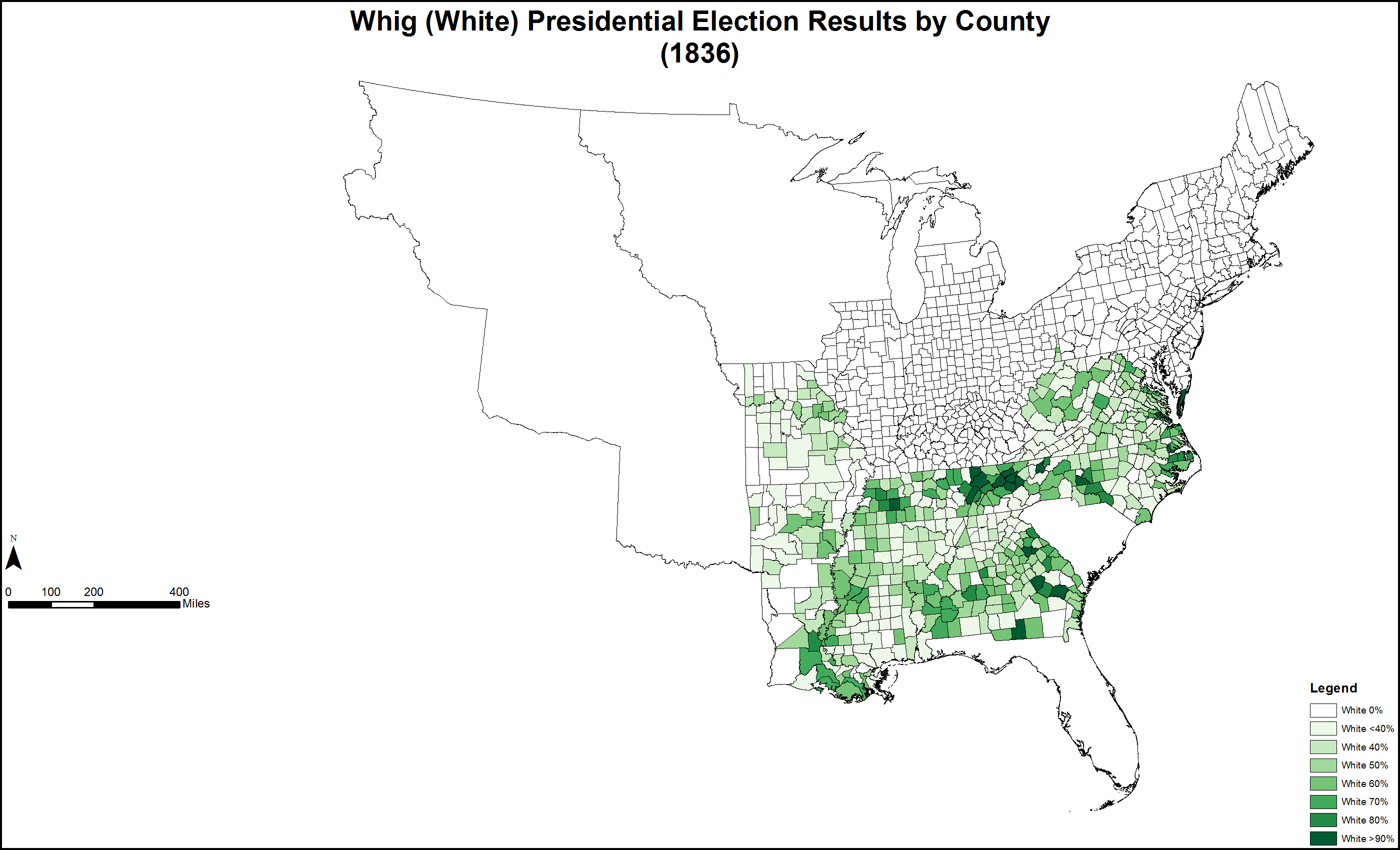
Mappa dei risultati Whig-White per contea
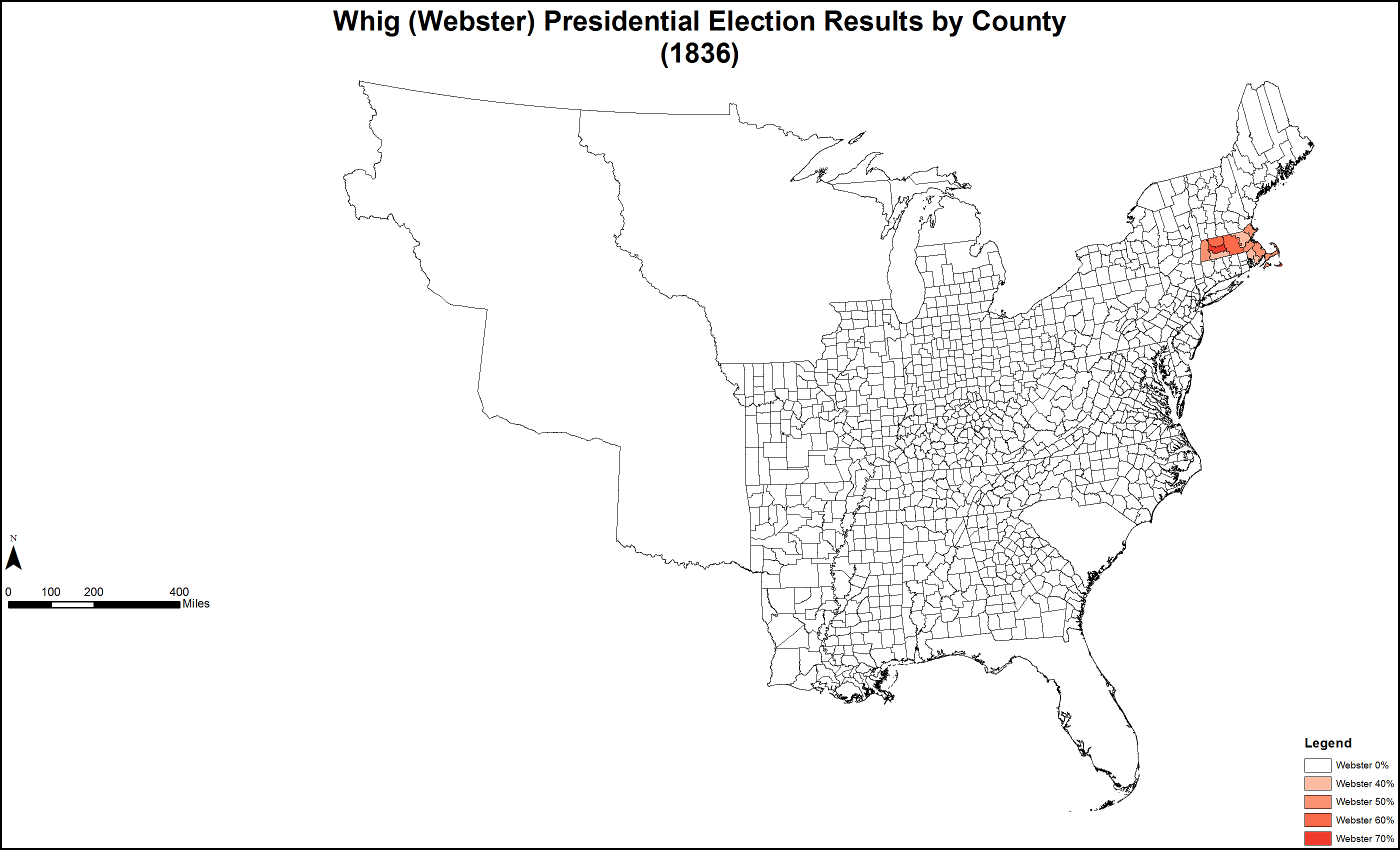
Mappa dei risultati Whig-Webster per contea

### Risultati per Stato
Fonti: Walter Dean Burnham.
|                              |               |                 | Martin Van Buren Democratico | Martin Van Buren Democratico | Martin Van Buren Democratico | William H. Harrison Whig | William H. Harrison Whig | William H. Harrison Whig | Hugh L. White Whig  | Hugh L. White Whig  | Hugh L. White Whig  | Daniel Webster Whig | Daniel Webster Whig | Daniel Webster Whig | Willie Person Mangum Whig | Willie Person Mangum Whig | Willie Person Mangum Whig |
| Stato federato               | Voti popolari | Voti elettorali | Voti popolari                | %                            | Voti elettorali              | Voti popolari            | %                        | Voti elettorali          | Voti popolari       | %                   | Voti elettorali     | Voti popolari       | %                   | Voti elettorali     | Voti popolari             | %                         | Voti elettorali           |
| ---------------------------- | ------------- | --------------- | ---------------------------- | ---------------------------- | ---------------------------- | ------------------------ | ------------------------ | ------------------------ | ------------------- | ------------------- | ------------------- | ------------------- | ------------------- | ------------------- | ------------------------- | ------------------------- | ------------------------- |
| Alabama                      | 37.296        | 7               | 20.638                       | 55,34                        | 7                            | non presente             | non presente             | non presente             | 16.658              | 44,66               | 0                   | non presente        | non presente        | non presente        | non presente              | non presente              | non presente              |
| Arkansas                     | 3.714         | 3               | 2.380                        | 64,08                        | 3                            | non presente             | non presente             | non presente             | 1.334               | 35,92               | 0                   | non presente        | non presente        | non presente        | non presente              | non presente              | non presente              |
| Carolina del Nord            | 50.153        | 15              | 26.631                       | 53,10                        | 15                           | non presente             | non presente             | non presente             | 23.521              | 46,90               | 0                   | non presente        | non presente        | non presente        | non presente              | non presente              | non presente              |
| Carolina del Sud             | 0             | 11              | senza voto popolare          | senza voto popolare          | senza voto popolare          | senza voto popolare      | senza voto popolare      | senza voto popolare      | senza voto popolare | senza voto popolare | senza voto popolare | senza voto popolare | senza voto popolare | senza voto popolare | senza voto popolare       | senza voto popolare       | 11                        |
| Connecticut                  | 38.093        | 8               | 19.294                       | 50,65                        | 8                            | 18.799                   | 49,35                    | 0                        | non presente        | non presente        | non presente        | non presente        | non presente        | non presente        | non presente              | non presente              | non presente              |
| Delaware                     | 8.895         | 3               | 4.154                        | 46,70                        | 0                            | 4.736                    | 53,24                    | 3                        | non presente        | non presente        | non presente        | non presente        | non presente        | non presente        | non presente              | non presente              | non presente              |
| Georgia                      | 47.259        | 11              | 22.778                       | 48,20                        | 0                            | non presente             | non presente             | non presente             | 24.481              | 51,80               | 11                  | non presente        | non presente        | non presente        | non presente              | non presente              | non presente              |
| Illinois                     | 33.589        | 5               | 18.369                       | 54,69                        | 5                            | 15.220                   | 45,31                    | 0                        | non presente        | non presente        | non presente        | non presente        | non presente        | non presente        | non presente              | non presente              | non presente              |
| Indiana                      | 73.759        | 9               | 32.478                       | 44,03                        | 0                            | 41.281                   | 55,97                    | 9                        | non presente        | non presente        | non presente        | non presente        | non presente        | non presente        | non presente              | non presente              | non presente              |
| Kentucky                     | 70.090        | 15              | 33.229                       | 47,41                        | 0                            | 36.861                   | 52,59                    | 15                       | non presente        | non presente        | non presente        | non presente        | non presente        | non presente        | non presente              | non presente              | non presente              |
| Louisiana                    | 7.425         | 5               | 3.842                        | 51,74                        | 5                            | non presente             | non presente             | non presente             | 3.583               | 48,26               | 0                   | non presente        | non presente        | non presente        | non presente              | non presente              | non presente              |
| Maine                        | 38.740        | 10              | 22.825                       | 58,92                        | 10                           | 14.803                   | 38,21                    | 0                        | non presente        | non presente        | non presente        | non presente        | non presente        | non presente        | non presente              | non presente              | non presente              |
| Maryland                     | 48.119        | 10              | 22.267                       | 46,27                        | 0                            | 25.852                   | 53,73                    | 10                       | non presente        | non presente        | non presente        | non presente        | non presente        | non presente        | non presente              | non presente              | non presente              |
| Massachusetts                | 74.687        | 14              | 33.486                       | 44,81                        | 0                            | non presente             | non presente             | non presente             | non presente        | non presente        | non presente        | 41.201              | 55,13               | 14                  | non presente              | non presente              | non presente              |
| Michigan                     | 12.667        | 3               | 7.122                        | 56,22                        | 3                            | 5.545                    | 43,78                    | 0                        | non presente        | non presente        | non presente        | non presente        | non presente        | non presente        | non presente              | non presente              | non presente              |
| Mississippi                  | 20.079        | 4               | 10.297                       | 51,28                        | 4                            | non presente             | non presente             | non presente             | 9.782               | 48,72               | 0                   | non presente        | non presente        | non presente        | non presente              | non presente              | non presente              |
| Missouri                     | 18.332        | 4               | 10.995                       | 59,98                        | 4                            | non presente             | non presente             | non presente             | 7.337               | 40,02               | 0                   | non presente        | non presente        | non presente        | non presente              | non presente              | non presente              |
| New Hampshire                | 24.925        | 7               | 18.697                       | 75,01                        | 7                            | 6.228                    | 24,99                    | 0                        | non presente        | non presente        | non presente        | non presente        | non presente        | non presente        | non presente              | non presente              | non presente              |
| New Jersey                   | 51.729        | 8               | 25.592                       | 49,47                        | 0                            | 26.137                   | 50,53                    | 8                        | non presente        | non presente        | non presente        | non presente        | non presente        | non presente        | non presente              | non presente              | non presente              |
| New York                     | 305.343       | 42              | 166.795                      | 54,63                        | 42                           | 138.548                  | 45,37                    | 0                        | non presente        | non presente        | non presente        | non presente        | non presente        | non presente        | non presente              | non presente              | non presente              |
| Ohio                         | 202.333       | 21              | 96.238                       | 47,56                        | 0                            | 104.958                  | 51,87                    | 21                       | non presente        | non presente        | non presente        | non presente        | non presente        | non presente        | non presente              | non presente              | non presente              |
| Pennsylvania                 | 178.692       | 30              | 91.457                       | 51,18                        | 30                           | 87.235                   | 48,82                    | 0                        | non presente        | non presente        | non presente        | non presente        | non presente        | non presente        | non presente              | non presente              | non presente              |
| Rhode Island                 | 5.674         | 4               | 2.964                        | 52,24                        | 4                            | 2.710                    | 47,76                    | 0                        | non presente        | non presente        | non presente        | non presente        | non presente        | non presente        | non presente              | non presente              | non presente              |
| Tennessee                    | 62.197        | 15              | 26.170                       | 42,08                        | 0                            | non presente             | non presente             | non presente             | 36.027              | 57,92               | 15                  | non presente        | non presente        | non presente        | non presente              | non presente              | non presente              |
| Vermont                      | 35.031        | 7               | 14.037                       | 40,07                        | 0                            | 20.994                   | 59,93                    | 7                        | non presente        | non presente        | non presente        | non presente        | non presente        | non presente        | non presente              | non presente              | non presente              |
| Virginia                     | 53.940        | 23              | 30.556                       | 56,64                        | 23                           | non presente             | non presente             | non presente             | 23.384              | 43,35               | 0                   | non presente        | non presente        | non presente        | non presente              | non presente              | non presente              |
| Stati Uniti d'America:       | 1.502.811     | 294             | 763.291                      | 50,79                        | 170                          | 549.907                  | 36,59                    | 73                       | 146.107             | 9,72                | 26                  | 41.201              | 2,74                | 14                  | 0                         | 0                         | 11                        |
| MAGGIORANZA GRANDI ELETTORI: |               | 148             |                              |                              |                              |                          |                          |                          |                     |                     |                     |                     |                     |                     |                           |                           |                           |